# Liste der Bodendenkmale in Uebigau-Wahrenbrück
In der Liste der Bodendenkmale in Uebigau-Wahrenbrück sind alle Bodendenkmale der brandenburgischen Stadt Uebigau-Wahrenbrück und ihrer Ortsteile aufgelistet. Grundlage ist die Veröffentlichung der Landesdenkmalliste mit dem Stand vom 31. Dezember 2021. Die Baudenkmale sind in der Liste der Baudenkmale in Uebigau-Wahrenbrück aufgeführt.
|    | Gemarkung                       | Flur               | Kurzansprache | Bodendenkmalnummer | Bemerkung | Bild                           |  |
| -- | ------------------------------- | ------------------ | --- | ------------------ | --- | ------------------------------ |  |
| 1  | Bahnsdorf (Lage)                | 20                 | Dorfkern deutsches Mittelalter, Dorfkern Neuzeit | 20278              | |                                |  |
| 2  | Bahnsdorf (Lage)                | 2                  | Hügelgräberfeld Bronzezeit | 20279              | |                                |  |
| 3  | Bahnsdorf (Lage)                | 5                  | Siedlung römische Kaiserzeit | 20280              | |                                |  |
| 4  | Bahnsdorf, Neudeck (Lage)       | 21, 20, 21         | Brücke Neuzeit, Brücke deutsches Mittelalter | 20296              | Hauptartikel: Drei-Bogen-Betonbrücke Neudeck                                                                           | Drei-Bogen-Betonbrücke Neudeck |  |
| 5  | Drasdo (Lage)                   | 22                 | Siedlung römische Kaiserzeit | 20281              | |                                |  |
| 6  | Drasdo (Lage)                   | 22                 | Siedlung römische Kaiserzeit | 20282              | |                                |  |
| 7  | Drasdo (Lage)                   | 22                 | Siedlung römische Kaiserzeit | 20284              | |                                |  |
| 8  | Drasdo (Lage)                   | 20, 21             | Dorfkern deutsches Mittelalter, Kirche deutsches Mittelalter, Friedhof deutsches Mittelalter, Dorfkern Neuzeit, Friedhof Neuzeit, Kirche Neuzeit                                     | 20285              | Hauptartikel: Dorfkirche Drasdo                                                                                        | Kirche Drasdo                  |  |
| 9  | Drasdo, Langennaundorf (Lage)   | 22, 21             | Siedlung römische Kaiserzeit | 20283              | |                                |  |
| 10 | Langennaundorf (Lage)           | 20, 21             | Siedlung römische Kaiserzeit | 20292              | |                                |  |
| 11 | Langennaundorf (Lage)           | 20, 21             | Friedhof Neuzeit, Kirche Neuzeit, Dorfkern Neuzeit, Friedhof deutsches Mittelalter, Dorfkern deutsches Mittelalter, Kirche deutsches Mittelalter                                     | 20293              | | Kirche Langennaundorf          |  |
| 12 | Langennaundorf, Wiederau (Lage) | 22, 22             | Siedlung Bronzezeit, Siedlung römische Kaiserzeit, Gräberfeld Bronzezeit, Rast- und Werkplatz Steinzeit                                                                              | 20291              | |                                |  |
| 13 | Marxdorf (Lage)                 | 1, 2, 4            | Dorfkern deutsches Mittelalter, Friedhof deutsches Mittelalter, Dorfkern Neuzeit, Kirche deutsches Mittelalter                                                                       | 20303              | |                                |  |
| 14 | München (Lage)                  | 20                 | Dorfkern Neuzeit, Mühle Neuzeit, Mühle deutsches Mittelalter, Dorfkern deutsches Mittelalter                                                                                         | 20294              | |                                |  |
| 15 | Neudeck (Lage)                  | 20, 21             | Dorfkern Neuzeit, Dorfkern deutsches Mittelalter | 20295              | |                                |  |
| 16 | Neudeck (Lage)                  | 20, 21             | Schloss Neuzeit, Burg deutsches Mittelalter | 20297              | Hauptartikel: Schloss Neudeck (Uebigau-Wahrenbrück)                                                                    | Schloss Neudeck                |  |
| 17 | Prestewitz (Lage)               | 1, 2, 7            | Dorfkern deutsches Mittelalter, Dorfkern Neuzeitr | 20694              | |                                |  |
| 18 | Uebigau (Lage)                  | 1, 3               | Friedhof deutsches Mittelalter, Kirche deutsches Mittelalter, Kirche Neuzeit, Burgwall deutsches Mittelalter, Gräberfeld Eisenzeit, Altstadt Neuzeit, Altstadt deutsches Mittelalter | 20363              | |                                |  |
| 19 | Wahrenbrück (Lage)              | 1, 2, 5, 6, 11, 12 | Altstadt Neuzeit, Gräberfeld slawisches Mittelalter, Mühle Neuzeit, Altstadt deutsches Mittelalter, Einzelfund Neolithikum, Münzfund Neuzeiter                                       | 20365              | |                                |  |
| 20 | Wahrenbrück (Lage)              | 1, 2, 6            | Siedlung slawisches Mittelalter, Siedlung Urgeschichte | 20376              | |                                |  |
| 21 | Wahrenbrück (Lage)              | 6, 12              | Mühle deutsches Mittelalter, Mühle Neuzeit, Steinkreuz deutsches Mittelalter | 20386              | |                                |  |
| 22 | Wahrenbrück (Lage)              | 7                  | Einzelfund Neolithikum | 20701              | |                                |  |
| 23 | Wiederau (Lage)                 | 2, 21              | Siedlung römische Kaiserzeit | 20287              | |                                |  |
| 24 | Wiederau (Lage)                 | 21                 | Siedlung römische Kaiserzeit | 20288              | |                                |  |
| 25 | Wiederau (Lage)                 | 21, 22             | Siedlung Urgeschichte | 20289              | |                                |  |
| 26 | Wiederau (Lage)                 | 20, 22             | Kirche deutsches Mittelalter, Friedhof deutsches Mittelalter, Dorfkern deutsches Mittelalter, Kirche Neuzeit, Friedhof Neuzeit, Dorfkern Neuzeit                                     | 20290              | Der Feldsteinbau aus dem 13. Jahrhundert besteht aus Kirchenschiff, eingezogenem Westquerturm und nordöstlichem Anbau. | Kirche Wiederau                |  |
| 27 | Winkel (Lage)                   | 2                  | Siedlung Ur- und Frühgeschichte | 20614              | |                                |  |